# Yara (film)
Pour les articles homonymes, voir Yara.
Pour plus de détails, voir Fiche technique et Distribution.
Yara est un long métrage de fiction tourné au Liban, écrit, réalisé et produit par Abbas Fahdel en 2018. 

## Synopsis
La jeune Yara vit seule avec sa grand-mère dans une vallée isolée dont la plupart des habitants sont morts ou ont migré à l'étranger. Un jour, Yara rencontre un jeune randonneur. 

## Cadre géographique
Le film a pour cadre géographique la vallée de Qadisha, au nord du Liban. Inscrite depuis 1998 sur la liste du patrimoine mondial de l'UNESCO, la vallée est accessible uniquement à pieds ou à dos de mule. À l'exception des deux acteurs principaux, tous les autres interprètes du film sont des habitants de la vallée et jouent leurs propres rôles dans le film.

## Fiche technique
- Titre : Yara
- Titre anglais (international) : Yara
- Réalisation : Abbas Fahdel
- Scénario et dialogues : Abbas Fahdel
- Production : Abbas Fahdel
- Société de production : Stalker Production (Abbas Fahdel)
- Photographie : Abbas Fahdel
- Son : Abbas Fahdel
- Montage : Abbas Fahdel
- Langue originale : arabe
- Pays d'origine :  Liban,  Irak,  France
- Format : Couleur - 1,71:1 - Son Dolby
- Durée : 100 minutes

## Distribution
- Michelle Wehbe : Yara
- Elias Freifer : Elias, le jeune randonneur
- Mary Alkady : la grand-mère de Yara
- Elias Alkady : le guide de montagnes
- Charbel Alkady : le muletier

## Sélections en festivals
- En compétition au Festival international de Locarno, 2018.